# 亳縣戰鬥
亳縣戰鬥發生於1930年5月8日－7月20日，地點則是在中國安徽西北亳縣（今亳州市）一帶，是國民革命軍內部所發生的內戰戰鬥之一，也是中原大戰主要戰役。亳縣戰鬥的交戰雙方，一方為中央軍，另一方為山西閻錫山部隊。